# 산화 플루토늄(IV)
이산화 플루토늄은 플루토늄의 산화물중 하나이다.

## 용도
이산화 플루토늄과 이산화 우라늄을 혼합하면 MOX(혼합산화물핵연료)를 만들 수 있다.

## 같이 보기
- 국제 원자력 기구